# 道の駅羽鳥湖高原

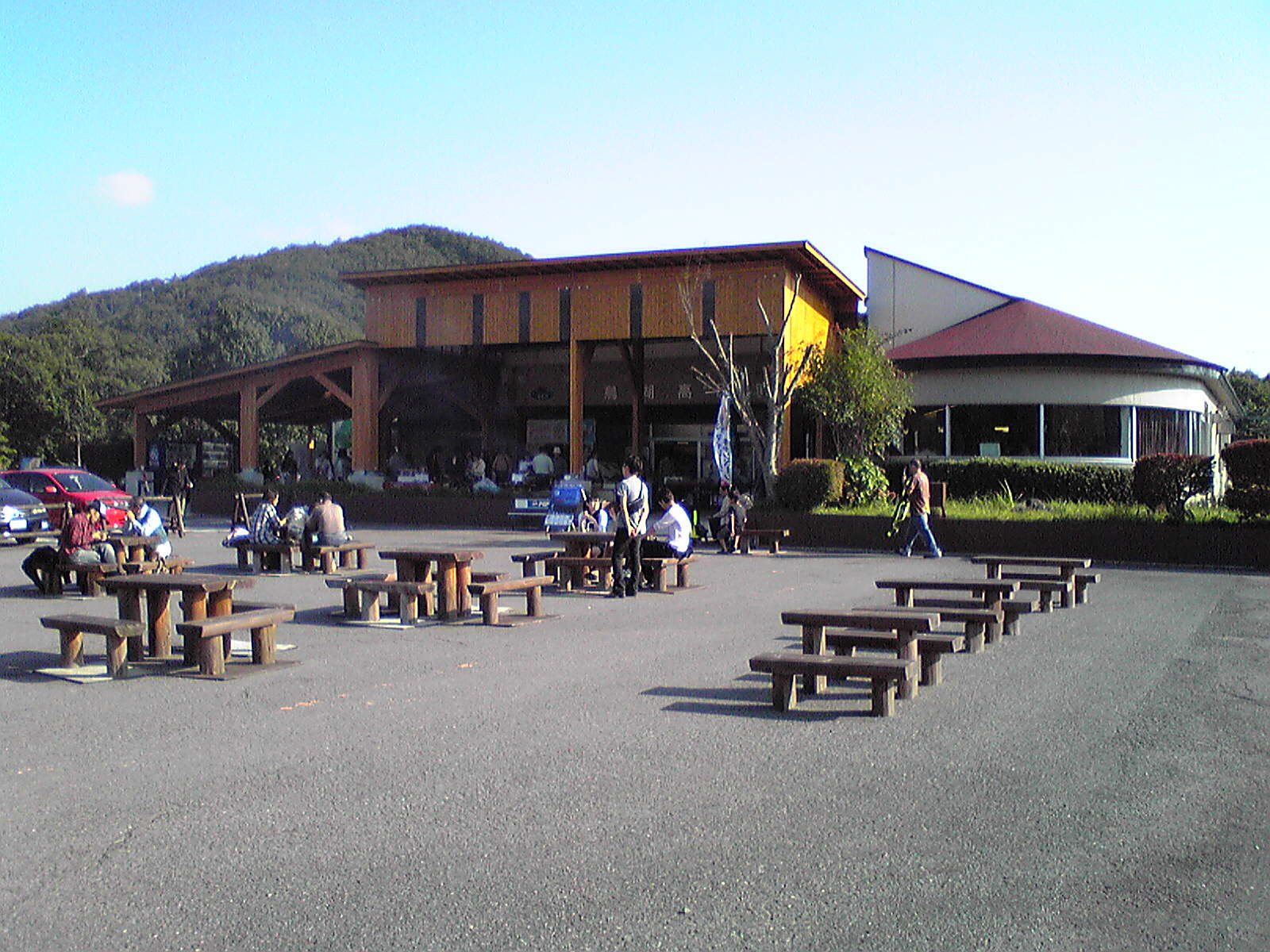
施設

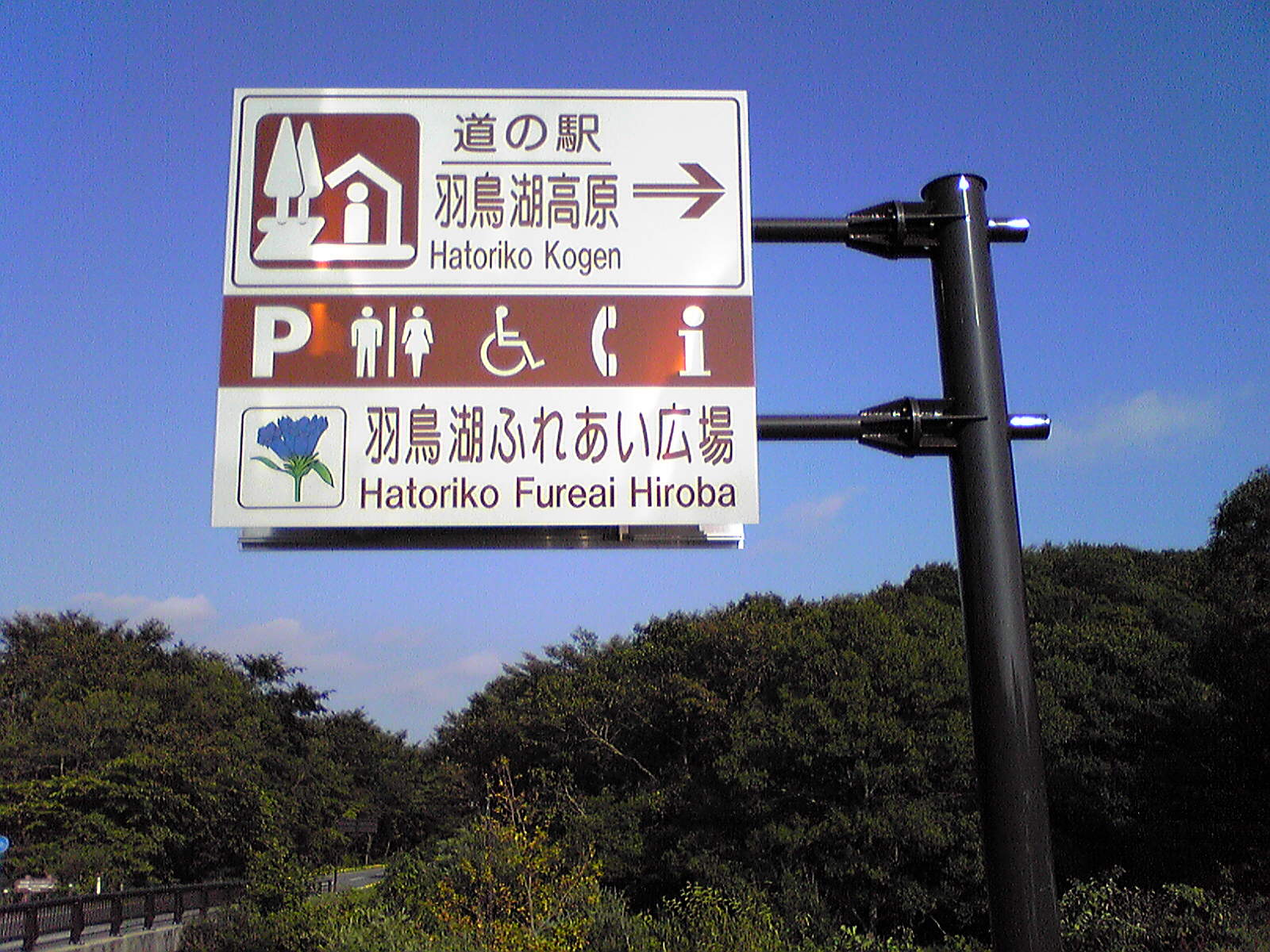
福島県屋外広告物条例により色彩を抑えられた案内板

道の駅羽鳥湖高原（みちのえき はとりここうげん）は、福島県岩瀬郡天栄村にある福島県道37号白河羽鳥線の道の駅である。愛称は羽鳥湖ふれあい広場。

## 沿革
- 2007年（平成19年）7月：開駅。

## 施設
- 駐車場
  - 普通車：28台
  - 大型車：10台
  - 身障者用：4台
- トイレ（いずれも24時間利用可能）
  - 男：大 2器、小 7器
  - 女：9器
  - 身障者用：2器
- 公衆電話：1台
- レストラン（8:00 - 18:00）
- 農産物直売所
- 特産加工品販売

## アクセス
- 福島県道37号白河羽鳥線 - 登録路線

## 周辺
- 鶴沼川
- 羽鳥湖
- 羽鳥ダム
- 羽鳥湖高原
- グランディ羽鳥湖スキーリゾート